# Cerradomys marinhus
Cerradomys marinhus é uma espécie de roedor da família Cricetidae. Endêmica do Brasil, onde pode sr encontrada no estado de Goiás.